# John Brodie
Pour les articles homonymes, voir Brodie.
College Football Hall of Fame 1986
(en) Statistiques sur pro-football-reference
John Brodie, né le 14 août 1935 à San Francisco (Californie), est un joueur professionnel américain de football américain. Il a joué au poste de quarterback pendant 17 années pour la franchise des 49ers de San Francisco de la National Football League (NFL).

## Biographie
Au niveau universitaire, il joue en NCAA Division I FBS pour le Cardinal représentant l'Université Stanford lors de la saison 1956. Au terme de la saison il est sélectionné dans l'équipe type All-American. Il fait également parie de l'équipe de golf de son université ce qui le prive des camps d'été de football américain.
Brodie a presque choisi le golf pour sa carrière sportive, devenant même professionnel après avoir terminé son temps dans l'équipe de Stanford, jouant même dans plusieurs tournois du PGA Tour.
Il est sélectionné en 3e choix global lors du 1er tour de la draft 1957 de la NFL par les 49ers où il effectue toute sa carrière.
Au terme de sa carrière en NFL, Brodie, comme quarterback, obtient les meilleurs statistiques au nombre de yards gagnés et de touchdowns inscrits par la passe. Il détient également le record du plus petit nombre de sacks subis et celui du plus petit pourcentage de passe interceptées.
Lorsqu'il prend sa retraite, il est classé 3e quarterback le plus prolifique de l'histoire de la NFL. Il est sélectionné à deux reprises au Pro Bowl (1965 et 1970) et est désigné meilleur joueur de la NFL (MVP) au terme de la saison 1970.
Son numéro, le 12, est retiré par les 49ers et ne sera plus jamais porté.